# Jannes Vranken
Jannes Vranken (Hasselt, 15 oktober 1998) is een basketbalspeler spelend bij de Belgische club Hasselt BT.  Hij heeft in 2014 meegedaan met het Belgisch Nationaal Team U16 aan het Europees Kampioenschap in Noord-Macedonië.